# Graue Wand (Urner Alpen)
Die Graue Wand ist eine 3172 m ü. M. hohe markante Felswand in den Urner Alpen an dem von Ost nach West verlaufenden Verbindungsgrat zwischen Winterstock (3203 m ü. M.) und Gletschhorn (3305 m ü. M.). Sie ist südseitig ausgerichtete, steil und fast 500 m hoch. Ohne eigentlichen Gipfel ist die Graue Wand ein reiner Kletterberg ohne weiteres touristisches Interesse. Hier haben so bekannte Kletterer wie Max Niedermann (1964), Martin Scheel (1982) sowie die Rémy-Brüder (1989) ihre Spuren hinterlassen.

## Lage

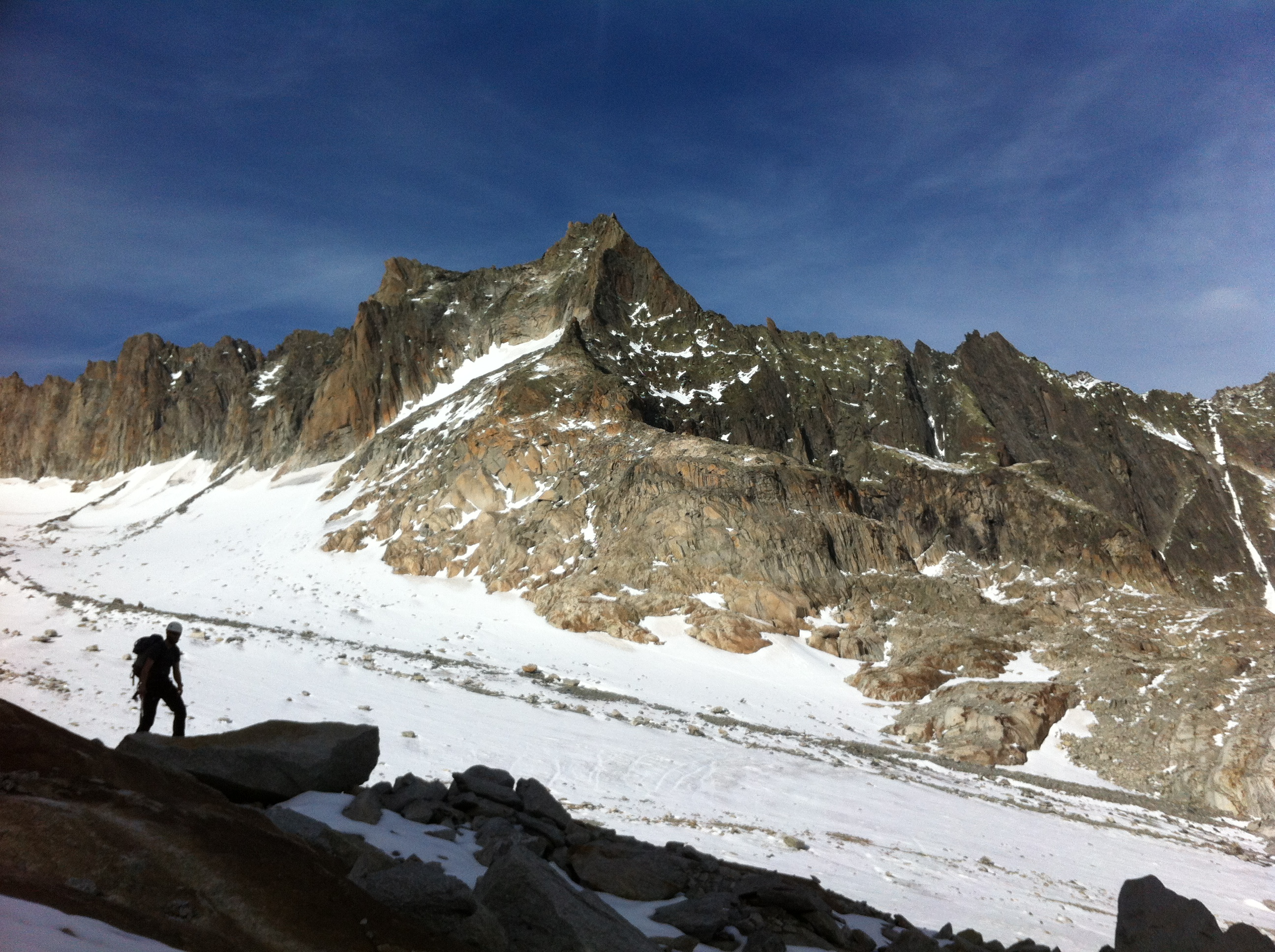
Gletschhorn mit dem Verbindungsgrat zum Winterstock (linker Grat). Die kompakte Graue Wand ist im Gratverlauf gut sichtbar.

Die Graue Wand ist eine bekannte Felswand in den Urner Alpen an dem von Ost nach West verlaufenden, 900 m langen Verbindungsgrat zwischen Winterstock (3203 m ü. M.) und Gletschhorn (3305 m ü. M.), der sich dann in nordwestlicher Richtung bis zum Tiefenstock (3545 m ü. M.) fortsetzt. Dieser trifft dort auf den dominanten, Nord-Süd verlaufenden Hauptkamm, der vom Galenstock über den Tiefenstock zum Dammastock verläuft. Talorte sind Realp bzw. Tiefenbach. Die Graue Wand liegt oberhalb der Furkapasstrasse nordwestlich der Albert-Heim-Hütte. Da das nach Westen nur langsam ansteigende Höhenprofil des Verbindungsgrats sehr homogen ist, besitzt die Graue Wand keinen eigentlichen Gipfel.
Der westlich etwas vorgelagerte Teil der Wand wurde ursprüngliche mit „Rote Platten“ bezeichnet, und nur der rechte Teil wurde „Graue Wand“ genannt. Heute bezeichnet man aber die ganze Struktur als „Graue Wand“.

## Erstbesteigung
Wie der benachbarte Gipfel des Gletschhorns könnte der Verbindungsgrat über der Grauen Wand auch erstmals von Strahlern bestiegen worden sein. Genaue Angaben fehlen. Ebenso fehlen Angaben über eine frühe „touristische“ Begehung des Verbindungsgrats zum Gletschhorn. Der erste Durchstieg der Grauen Wand erfolgte am 13. und 14. September 1964 durch Max Niedermann, Werner Sieber und Heinz Staehli auf der nach Max Niedermann benannten Route.

## Bekannte Kletterrouten
Die Kletterrouten an der Grauen Wand sind sehr abwechslungsreich und für ihre Schönheit bekannt. Reibungskletterei in glatten Platten wechselt mit Risssystemen ab, wobei die Risse häufig nach innen enger werden und sich schließen, so dass ein gutes Placement mobiler Sicherungsmittel nicht immer möglich ist. Die meist sanfte Nachsicherung mit Bohrhaken hat aber inzwischen das Risiko der Begehungen der früher sehr kühnen Routen stark vermindert. Dennoch gibt es an der Grauen Wand keine Plaisirrouten. Bei Nässe wird der oft mit Flechten bewachsene Fels extrem rutschig.

### Niedermann
11 Seillängen, 450 m lang, VI zwingend zu klettern
Obwohl erst 1964 erstbegangen, ist die „Niedermann“ einer der bekanntesten Granit-Klassiker der Schweiz. Die Tour folgt dem logischen Weg durch das zentrale Riss- und Verschneidungssystem. Schleichen, Klemmen, Spreizen und Piazen – das gesamte Spektrum der Klettertechnik wird eingesetzt. Obwohl sehr häufig begangen, fordert die Route Engagement vom Vorsteiger.

### Eisbrecher
12 Seillängen, 450 m lang VII- zwingend zu klettern
Nach der in Vergessenheit geratenen „Via Nicotina“ aus dem Jahre 1978 war der Eisbrecher die erst dritte Route am der Grauen Wand. Der Eisbrecher wurde 1982 von Martin Scheel, Thomas Müller und Roli Heer erstbegangen. Im Originalzustand war der Eisbrecher eine typische tolle Linie von Martin Scheel und eine wegweisende Route der freien Kletterei in der Schweiz. Im Plaisir Ost wird sie als „zu gefährlich für Plaisirkletterer, zu langweilig für Extremkletterer“ empfunden. Trotzdem gilt der Eisbrecher heute als Weltklasse-Granittour mit steiler Kletterei an griffigen Rissen und schön strukturierten Platten sowie stimmiger Absicherung. Die Eisbrecher erfordert zuweilen einen beherzten Vorstieg bei dem die Schwierigkeiten zwingend zu klettern sind. Die Piazrisse im oberen Wandteil sind fast komplett selbst abzusichern.

### Conquest

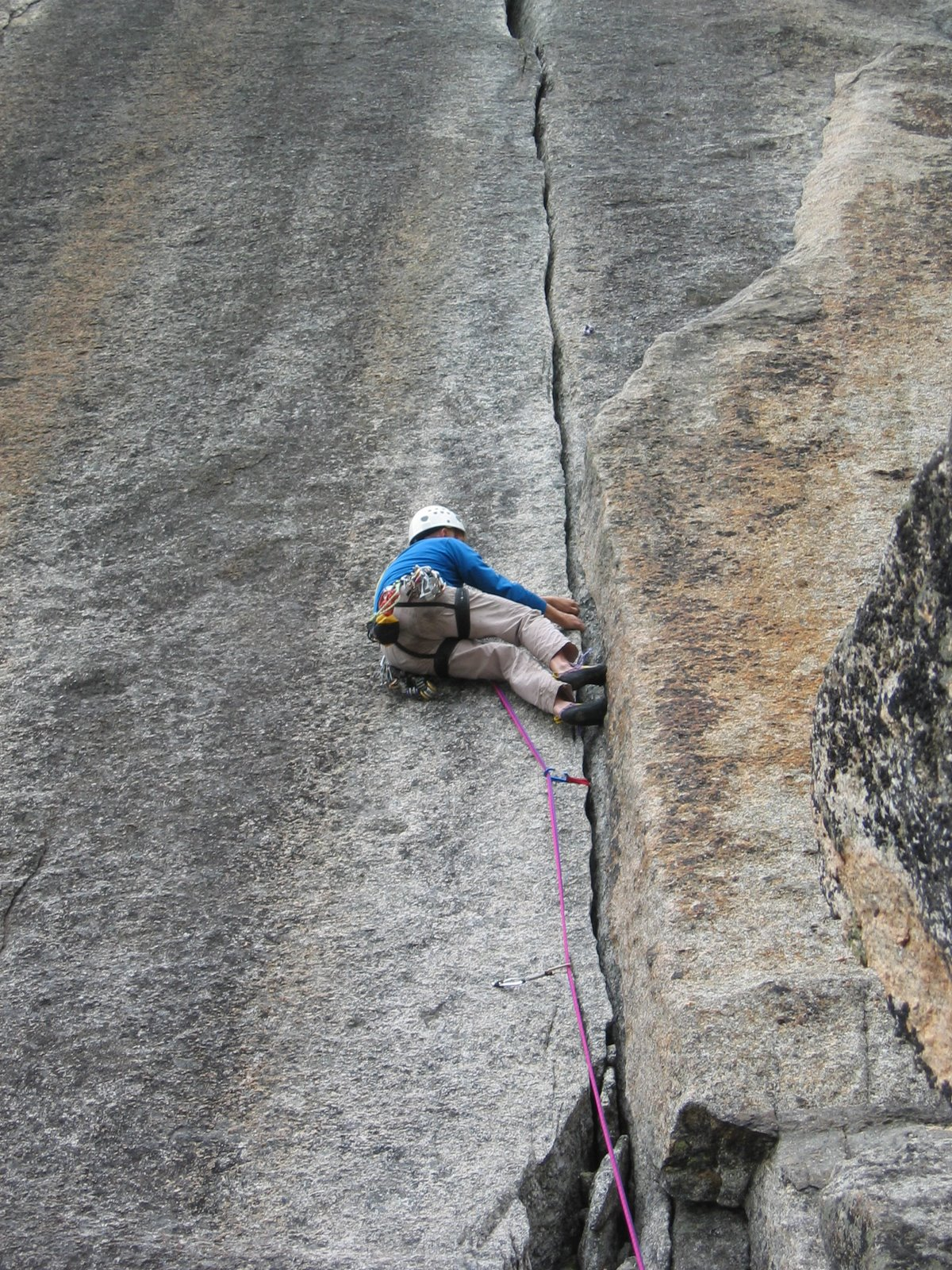
Piazen in der „Super Fissure“ der Conquest

9 Seillängen, 350 m lang, VII zwingend zu klettern
Zusammen mit der „Niedermann“ ist die Conquest der Remy-Brüder aus dem Jahre 1988 die bekannteste Tour an der Grauen Wand. Mit ihrem Bild beim Piazen in der „Super Fissure“, dem bekanntesten Urner Riss, sind die Remys einem breiteren Publikum bekannt geworden. Der 50 m lange, teilweise leicht überhängende Riss ist wie mit einem Lineal gezogen. 2015 waren die Remys hier zuletzt unterwegs und haben zur besseren Absicherung noch einige zusätzliche Bohrhaken gesetzt.

## Zustieg
Mit öffentlichen Verkehrsmitteln oder dem Auto bis Tiefenbach an der Furkapassstrasse. Auf dem Wanderweg in Richtung Albert-Heim-Hütte und weiter in nordwestlicher Richtung, Anfangs auf Wegen, später unwegsam in Richtung Graue Wand. Der Zustieg führt schließlich über ein steiles Schneefeld, an dessen Ende dann links den Vorbau hoch. Da das Schneefeld morgens häufig gefroren ist, empfiehlt sich gutes Schuhwerk zu tragen und ein Eisgerät mitzunehmen. Die Überwindung der Randkluft kann sich schwierig gestalten. Gegen Ende des Sommers kann das Eisfeld Steinschlag ausgesetzt sein.

## Abstieg
Mehrere Abseilpisten sind eingerichtet. Eine auf 45 m eingerichtete Piste startet direkt vom höchsten Punkt der Niedermann zum höchsten Punkt des Vorbaus. Von dort aus geht es über den Zustieg zurück (am Schneefeld steckt noch ein Bohrhaken).